# Oberndorf am Lech
Oberndorf am Lech é um município da Alemanha, localizado no distrito de Donau-Ries, no estado de Baviera.